# 南貝萊爾 (馬里蘭州)
南貝萊爾（英語：Bel Air South）是位於美國馬里蘭州哈福德縣的一個普查規定居民點。

## 人口
根據2020年美國人口普查的數據，南貝萊爾的面積為55.34平方千米，當中陸地面積為55.10平方千米，而水域面積為0.24平方千米。當地共有人口57648人，而人口密度為每平方千米1,041.71人。